# Kejserkanalen
Kejserkanalen, også kaldt Den store kanal (京杭大运河, pinyin: Jīng Háng Dà Yùnhé), er den længste vandvej som er konstrueret af mennesker. Den har en længde på 1.776 km og en bredde på op til 40 m. Den sammenknytter Beijing i det nordlige Kina med det frugtbare område omkring floden Chang Jiangs udmunding, og med storbyen og til tider hovedstaden Hangzhou. Højdeforskellen på kanalstrækningen er på 42 meter. Kanalen var 3 til 9 m dyb.

## Historie

### De tidlige linjeføringer
Enkelte dele af kanalen blev bygget allerede i slutningen af Forårs- og efteårsannalernes tid i staten Wu. Den ældste kunstige vandvej i Kina skal have været Hong-Gou-kanalen, som stammer fra 6.-4. årh. f.Kr. Under Qin- og Han-tiden begyndte man på en række kanalprojekter, både af transportmæssige grunde og som vandingsprojekter.
Mellem 584 og 610 stod Sui-kejserne (særlig Yangdi) for opbygningen af et mere omfattende kanalnetværk. Det sammenknyttede de vigtigste byer ved Den gule flod og floden Wei He med Yangtzes lavere løb, og videre med Hangzhou i syd, og med områderne omkring det nuværende Beijing i nord. Efter færdiggørelse rejste Kejser Yangdi selv i 605 med en 105 km lang flotille fra Luoyang ned til Jiangdu (Yangzhou).
Kanalafsnittet Guangtongqu knyttede i 584 hovedstaden Chang'an 584 til Wei He og dermed til Den Gule Flod, mens Tongjiqukanalen (også kaldt Bianhe) i 605 knyttede området omkring Luoyang til floden Huai Hes nedre løb. Derfra knyttede Shanyangdukanalen i 606 nutidens Huai'an til Yangtze ved Yangzhou, mens Jiangnanhe i 610 løb derfra sydover til Hangzhou. I nord fik man i 608/09 Yongjiqu som skabte kanalforbindelsen til området omkring Beijing. Under Tang-dynastiet kom en del nye strækninger til, som for eksempel Guangjiqu ved Huai'an (742).
Der blev bygget veje parallelt med kanalerne. I nærheden af de daværende hovedstæder Luoyang og Chang'an var der store lagre for varestrømmen. En stor del af varene som blev fragtet nordover var silke, korn og senere ris.
Kanalerne var ikke bare vigtige for varetransport og handel. De fik også væsentlig strategisk betydning idet militære styrker kunne flyttes på dem. For eksempel i Xuzhou blev der anlagt en stor garnison, og derfra kunne man hurtigt sende tropper til mange steder i det omkringliggende område. Garnisonskommandanterne blev efterhånden meget vigtige for rigets enhed.
Efter at slusen for skibe blev opfundet af Qiao Weiyue i 984 blev kanalerne gradvis opgraderet med sluseanlæg. Tidligere måtte man løse de problemer som højdeforskellene udgjorde (Kejserkanalens højeste punkt var 42 moh.) med rutsjebaner eller ramper, hvilket sled stærkt på skibene og medførte tyveri fra lasten. I tørkeperioderne måtte man desuden indskrænke brugen af rutsjebaner.

### Den moderne kanal – mere direkte fra Yangtzeområdet til Beijingområdet
Da Yuan-dynastiet i 1200-tallet gjorde Dadu (ved dagens Beijing) til sin hovedstad, blev Kejserkanalen forlænget dertil, og den fik også delvis en ny linjeføring (Tonghuikanalen og Huitongkanalen i 1289). Den gamle rute var blevet for lang for tidens behov, og den var heller ikke tilstrækkelig sejlbar længere.
Kanalen gjorde et stort indtryk på besøgende til kejserdømmet. Marco Polo nævner kanalens broer, og det fremgår at den var vigtig for handelen på hans tid, 1200-tallet. Den katolske misionær Matteo Ricci rejste på kanalen under sin færd fra Nanjing til Beijing i slutningen af 1500-tallet. Under den tidlige Qing-tiden rejste Kangxi-kejseren og Qianlong-kejseren ofte på lange inspektionsrejser sydover, og det var Kejserkanalen som gjorde dette muligt. De fulgte den ofte helt ned til endepunktet i den smukke storby Hangzhou.
I mere end 600 år var kanalen den vigtigste transportåre for Beijings forsyninger af korn, særlig ris, og andre varer. Hovedparten af det træværk som blev benyttet ved bygningen af Den forbudte by blev fragtet på kanalen. Det samme gjaldt teglsten som blev produceret i Linqing.
Efter at Den gule flod omkring 1855 ændrede sit løb og nu løb nordover, var kanalen ikke længere farbar langs enkelte strækninger. Dermed aftog dens betydning kraftigt. Samtidig var den havgående skibstransport og efterhånden også de begyndende jernbanelinjer (Tianjin-Pukou-jernbanen og Beijing-Hankou-jernbanen) blevet store konkurrenter.
Den arbejdsløshed som disse alternative transportmåder udløste blandt bådsmænd og andre som betjente kanalen var en del årsagen til oprøret i den senere del af Qingdynastiets tid.
Da skattesystemet med beskatning i naturalier bortfaldt i 1901 aftog transportvolumenet væsentligt, og kanalen tabte yderligere betydning.
Efter grundlæggelsen af Folkerepublikken Kina i 1949 satte man Kejserkanalen delvis i stand igen. Den har derefter genvundet en del af sin betydning, særlig som regional transportåre. Kanalens økonomiske betydning ventes at tiltage eftersom provinsregeringerne for Shandong, Jiangsu og Zhejiang har besluttet at dræne og tildels udvide kanalen sådan at skibskapaciteten kan øges med 40 procent frem til 2012.

### Præfekturer og større byer langs Kejserkanalens moderne løb
Kejserkanalen har ikke bare haft en stor betydning for Kinas generelle økonomiske historie. Den har haft, og har til dels fortsat, stor betydning for sine nærområder. Men eftersom Nordkina har årstidsafhængig mindre nedbør er de nordligere afsnit ikke længere stabilt sejlbare. Dermed har kanalen ikke genvundet sin overregionale betydning.
Med udgangspunkt i de sekundære politiske administrative enheder i den moderne Folkerepublikken Kina, og regnet fra nord mod syd, løber kanalen gennem de følgende præfekturer (eller tilsvarende):
- Byprovinsen Beijing
- Byprovinsen Tianjin
- Bypræfekturet Cangzhou i provinsen Hebei
- Bypræfekturet Hengshui i Hebei
- Bypræfekturet Dezhou i provinsen Shandong
- Bypræfekturet Liaocheng i Shandong
- Bypræfekturet Tai'an i Shandong
- Bypræfekturet Jining i Shandong
- Bypræfekturet Liaocheng i Shandong
- Bypræfekturet Xuzhou i provinsen Jiangsu
- Bypræfekturet Suqian i Jiangsu
- Bypræfekturet Huai'an i Jiangsu
- Bypræfekturet Yangzhou i Jiangsu
- Bypræfekturet Zhenjiang i Jiangsu
- Bypræfekturet Changzhou i Jiangsu
- Bypræfekturet Wuxi i Jiangsu
- Bypræfekturet Suzhou i Jiangsu
- Bypræfekturet Jiaxing i provinsen Zhejiang
- Bypræfekturet Hangzhou i Zhejiang

### Engelsk
- Benn, Charles. (2002). China's Golden Age: Everyday Life in the Tang Dynasty. Oxford University Press. ISBN 0-19-517665-0.
- Bowman, John S. (2000). Columbia Chronologies of Asian History and Culture. New York: Columbia University Press.
- Brook, Timothy. (1998). The Confusions of Pleasure: Commerce and Culture in Ming China. Berkeley: University of California Press. ISBN 0-520-22154-0
- Ebrey, Patricia Buckley (1999). The Cambridge Illustrated History of China. Cambridge: Cambridge University Press. ISBN 0-521-66991-X (paperback).
- Fairbank, John King and Merle Goldman (1992). China: A New History; Second Enlarged Edition (2006). Cambridge: MA; London: The Belknap Press of Harvard University Press. ISBN 0-674-01828-1
- Needham, Joseph. (1986). Science and Civilization in China: Volume 4, Physics and Physical Technology, Part 3, Civil Engineering and Nautics. Taipei: Caves Books, Ltd. ISBN 0-521-07060-0

### Kinesisk
- 京杭运河史, 姚汉源, 中国水利水电出版社, 北京 1998年; A History of the Grand Canal, Yao Hanyuan, Waterpub, Beijing 1998
- 中国运河, 竞放、杜家驹 主编, 金陵书社 1997年； China's Canal, Jing Fang and Du Jiaju eds, Jinling Book Society, 1997.

30°15′41″N 120°13′26″Ø / 30.2614°N 120.2239°Ø